# Justus Henning Boehmer
Justus Henning Boehmer, född 29 januari 1674 i Hannover, död 23 augusti 1749 i Halle, var en tysk jurist, far till Georg Ludwig Boehmer.
Boehmer var lärare i kyrkorätt i universitet i Halle. Han var även psalmförfattare, representerad i danska Psalmebog for Kirke og Hjem.